# 圣克罗亚德特拉
圣克罗亚德特拉，是西班牙卡斯蒂利亚-莱昂萨莫拉省的一个市镇。 总面积21平方公里，总人口461人（2001年），人口密度22人/平方公里。